# متنزه ويكر (فلم)
متنزه ويكر (بالإنجليزية: Wicker Park) هو فيلم دراما وغموض تم إنتاجه في الولايات المتحدة سنة 2004.

## بطولة
- جوش هارتنت
- روز بيرن
- ديان كروغر

## الميزانية والإيرادات
بلغت تكلفة إنتاج الفيلم حوالي 30 مليون دولار بينما حقق أرباحا تقدر بـ 21,568,818 دولار.

## وصلات خارجية
- مقالات تستعمل روابط فنية بلا صلة مع ويكي بيانات